# Chấm (da liễu học)
Chấm (Latinh: macula) là một vùng da đổi màu so với màu bình thường, có bờ, không gồ hay lõm so với da xung quanh nên không sờ được. Một số sang thương có thể giống chấm, nhưng lại gồ (tức là sẩn) khi chiếu ánh sáng nghiêng. Điều này quan trọng đối với sang thương nhiễm sắc tố. Chấm có thể có bất kì kích thước nào, nếu lớn hơn 10 mm đường kính nó thường được gọi là đốm (patch). Nguyên nhân của chấm có thể là:
- giảm sắc tố (bệnh bạch biến) hay tăng sắc tố—melanin trong các chấm cà phê sữa (cafê-au-lait macule) hay hemosiderin D trong các đốm Mông Cổ,
- bất thường mạch máu thường trực trên da, như u mạch mao mạch,
- dãn mao mạch thoáng qua (ban đỏ)

Ép một lam kính (kính khám da) lên bờ của sang thương đỏ là cách đơn giản và hiệu quả để phát hiện hồng cầu thoát mạch. Nếu màu đỏ vẫn còn sau khi ép tấm kính, đó có thể là sang thương xuất huyết; nếu màu đỏ biến mất, đó là sang thương ban đỏ do dãn mạch.